# Google Voice
Google Voice is een mobiele VoIP-dienst van Google.

## Overzicht
Google Voice is een dienst die aan een klant een telefoonnummer geeft, waar alle telefoonnummers naartoe te schakelen zijn. Google wil met dit systeem het voor mensen makkelijker maken om een ander persoon te kunnen bereiken en het makkelijker maken om je voicemail te bekijken of te beluisteren. Zo krijgt de gebruiker, bijvoorbeeld wanneer iemand zijn voicemail inspreekt, een mail via Gmail met daarin, in tekstvorm, het bericht dat de beller heeft ingesproken. Daarnaast zijn er nog allerlei applicaties die Google Voice biedt voor het gebruik van een mobiele telefoon.
Google Voice maakt niet gebruik van belminuten, maar werkt via het internet op de mobiele telefoon. Het gebruik van Google Voice is voor gebruik binnen de Verenigde Staten, gratis. De enige kosten zijn de kosten voor het gebruik van data. Voor internationale gesprekken naar een vast toestel rekent Google Voice $0.02, voor gesprekken naar mobiele telefoon variëren de tarieven per land.

## Geschiedenis
In 2007 werd bekend dat Google het bedrijf GrandCentral had overgenomen. De technologie van GrandCentral werd verder ontwikkeld naar het huidige Google Voice.

## Discussie rond iPhone App Store
In 2009 heeft Apple Inc. een Google Voice-applicatie van Google geweigerd voor opname in de iPhone App Store.
Google reageerde hierop met de volgende verklaring:
We work hard to bring Google applications to a number of mobile platforms, including the iPhone. Apple did not approve the Google Voice application we submitted six weeks ago to the Apple App Store. We will continue to work to bring our services to iPhone users — for example, by taking advantage of advances in mobile browsers.
Vertaling: Wij werken heel hard om de Google applicaties naar een aantal mobiele platforms te krijgen, inclusief de iPhone. Apple heeft geen goedkeuring afgegeven over de Google Voice applicatie die we zes weken geleden hebben opgeleverd aan de Apple App Store. We zullen er alles aan doen om onze diensten te kunnen aanbieden aan de iPhone gebruikers.
Op 18 september 2010 werd bekend dat Google Voice wordt opgenomen in de App Store.